# 큐브 (1997년 영화)
큐브(Cube)는 빈센조 나탈리 감독의 1997년 캐나다의 과학 소설적 스릴러/공포 영화이다. 이 영화는 캐나다 필름 센터의 첫 특선 프로젝트의 성공적인 산물이기도 하다.

## 줄거리
올더슨이라는 이름의 한 남성이 미스터리한 큐브(정육면체) 모양의 방에서 죽은 이후 다섯 명의 사람들 쿠웬틴, 할로웨이, 렌, 리븐은 다른 방에서 만나게 된다. 그들이 어디에 있는지 어떻게 그곳에 왔는지는 아무도 알지 못한다. 쿠웬틴은 자신이 거의 죽을 뻔한 얘기를 알려주면서 일부 방에 덫이 있다는 것을 다른 사람들에게 알려준다. 렌은 일부 덫이 모션 센서에 의해 동작한다고 생각하여 먼저 자신의 부츠 중 한 켤레를 던짐으로써 각 방을 시험한다.

## 출연
- 모리스 딘 윈트 - 퀜틴 맥닐 역
- 니콜 드 보어 - 조앤 리븐 역
- 데이비드 휼렛 - 데이비드 워스 역
- 앤드루 밀러 - 카잔 역
- 니키 과다니 - 헬렌 홀러웨이 역
- 웨인 롭슨 - 렌 역
- 줄리언 리칭스 - 올더슨 역

## 한국어 더빙 성우진(MBC)
- 이선주 - 할러 웨이(니키 과다그니)
- 신성호 - 켄 틴(모리스 딘 윈트)
- 최상기 - 렌(웨인 롭스)
- 김영선 - 워스(데이비드 휼렛)
- 엄현정 - 레번(니콜 드 보에)
- 김호성 - 카잔(앤드루 밀러)
- 이상훈 - 올더슨(줄리언 리칭스)